# Astronomický ústav Slovenské akademie věd
Astronomický ústav Slovenské akademie věd vznikl v roce 1953, když státní observatoř na Skalnatém Plese (založená v roce 1943 Antonínem Bečvářem) dostala statut Astronomického ústavu a stala se tak jedním ze zakládajících ústavů nově vzniklé Slovenské akademie věd.
Pro pracovníky však ústav a observatoř na Skalnatém Plese vždy splývaly v jedno, takže za rok založení astronomického ústavu se neoficiálně považuje už rok 1943.
V současnosti má ústav sídlo v Tatranské Lomnici – na severním okraji její místní části Stará Lesná.

## Oblast výzkumu a organizace ústavu

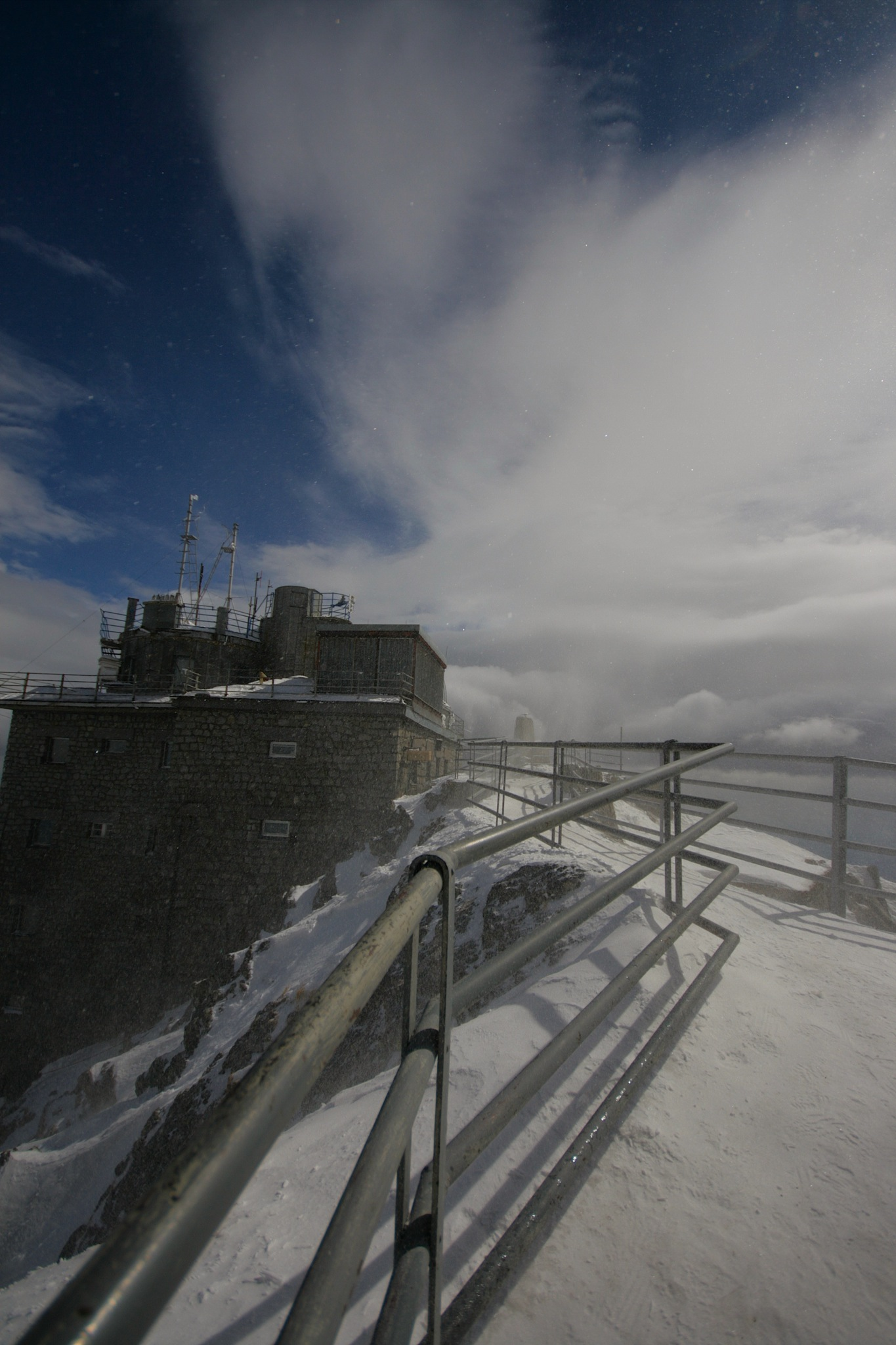
Observatoř na Lomnickém štítě

Ústav se zaměřuje na výzkum Slunce (hlavně sluneční koróny), meziplanetární hmoty (komet, meteoroidů, asteroidů) a na astrofyzikální výzkum proměnných a chemicky pekuliárních hvězd (hvězd, u nichž je chemické složení povrchových vrstev výrazně odlišné od složení vlastní hvězdy).
Člení se na tato části:
- oddělení fyziky Slunce (vedoucí Aleš Kučera)
- oddělení meziplanetární hmoty (vedoucí Ján Svoreň)
- stelární oddělení (vedoucí Drahomír Chochol)

### Pracoviště ústavu
Ústav má vysokohorské observatoře na Skalnatém Plese, na Lomnickém štítě a teoretické pracoviště v Bratislavě (založené v roce 1955), které je celostátním koordinujícím pracovištěm pro výzkum meziplanetární hmoty. Dále provozuje několik celooblohových komor (bolidových kamer) Evropské bolidové sítě.
Astronomická observatoř na Skalnatém Plese (1 783 m) byla založena v roce 1943. Je vybavena 61cm astrometrickým a fotometrickým reflektorem s CCD kamerou a 60cm fotometrickým reflektorem.
Koronální stanice na Lomnickém štítu (2 632 m) je v provozu od roku 1960. Vybaveno je dvojitým 20 cm koronografem se spektrografem.
V novém areálu Astronomického ústavu SAV ve Staré Lesné u Tatranské Lomnice je v činnosti horizontální sluneční teleskop se spektrografem, 60cm a 50cm fotometrický reflektor a některá další zařízení a přístroje.

## Ředitelé ústavu
Historie ředitelů ústavu včetně předcházející observatoře na Skalnatém Plese:

- Antonín Bečvář (1943–1950)
- V. Guth (1951–1956)
- Záviš Bochníček (1956–1958)
- Ľudmila Pajdušáková (1958–1979)
- Július Sýkora (1979–1989)
- Ján Štohl (1989–1993)
- Juraj Zverko (1993–2001)
- Ján Svoreň (2001–2009)
- Aleš Kučera (2009–dosud)

## Významné objevy
Astronomický ústav se podílel na objevech následujících komet:
| Jméno                     | Označení  | Datum objevu | Jasnost při objevu (mag) |
| Pajdušáková-Rotbar-Weber  | C/1946 K1 | 30. 05. 1946 | 7                        |
| Bečvář                    | C/1947 F2 | 27. 03. 1947 | 9                        |
| Mrkos                     | C/1947 Y1 | 20. 12. 1947 | 9,5                      |
| Pajdušáková-Mrkos         | C/1948 E1 | 15. 02. 1948 | 10                       |
| P/Honda-Mrkos-Pajdušáková | 45P       | 03. 12. 1948 | 9                        |
| Pajdušáková               | C/1951 C1 | 04. 02. 1951 | 8,5                      |
| P/Tuttle-Giacobini-Kresák | 41P       | 24. 04. 1951 | 10,5                     |
| Mrkos                     | C/1952 H1 | 27. 04. 1952 | 10                       |
| Mrkos                     | C/1952 W1 | 28. 11. 1952 | 10                       |
| Mrkos-Honda               | C/1953 G1 | 12. 04. 1953 | 9                        |
| Pajdušáková               | C/1953 X1 | 03. 12. 1953 | 11                       |
| Vozárová                  | C/1954 O1 | 28. 07. 1954 | 9                        |
| Kresák-Peltier            | C/1954 M2 | 26. 06. 1954 | 10                       |
| Mrkos                     | C/1955 L1 | 12. 06. 1955 | 3,5                      |
| P/Perrine-Mrkos           | 18D       | 19. 10. 1955 | 9                        |
| Mrkos                     | C/1956 E1 | 12. 03. 1956 | 9                        |
| Mrkos                     | C/1957 P1 | 29. 07. 1957 | 3                        |
| Mrkos                     | C/1959 X1 | 03. 12. 1959 | 8                        |

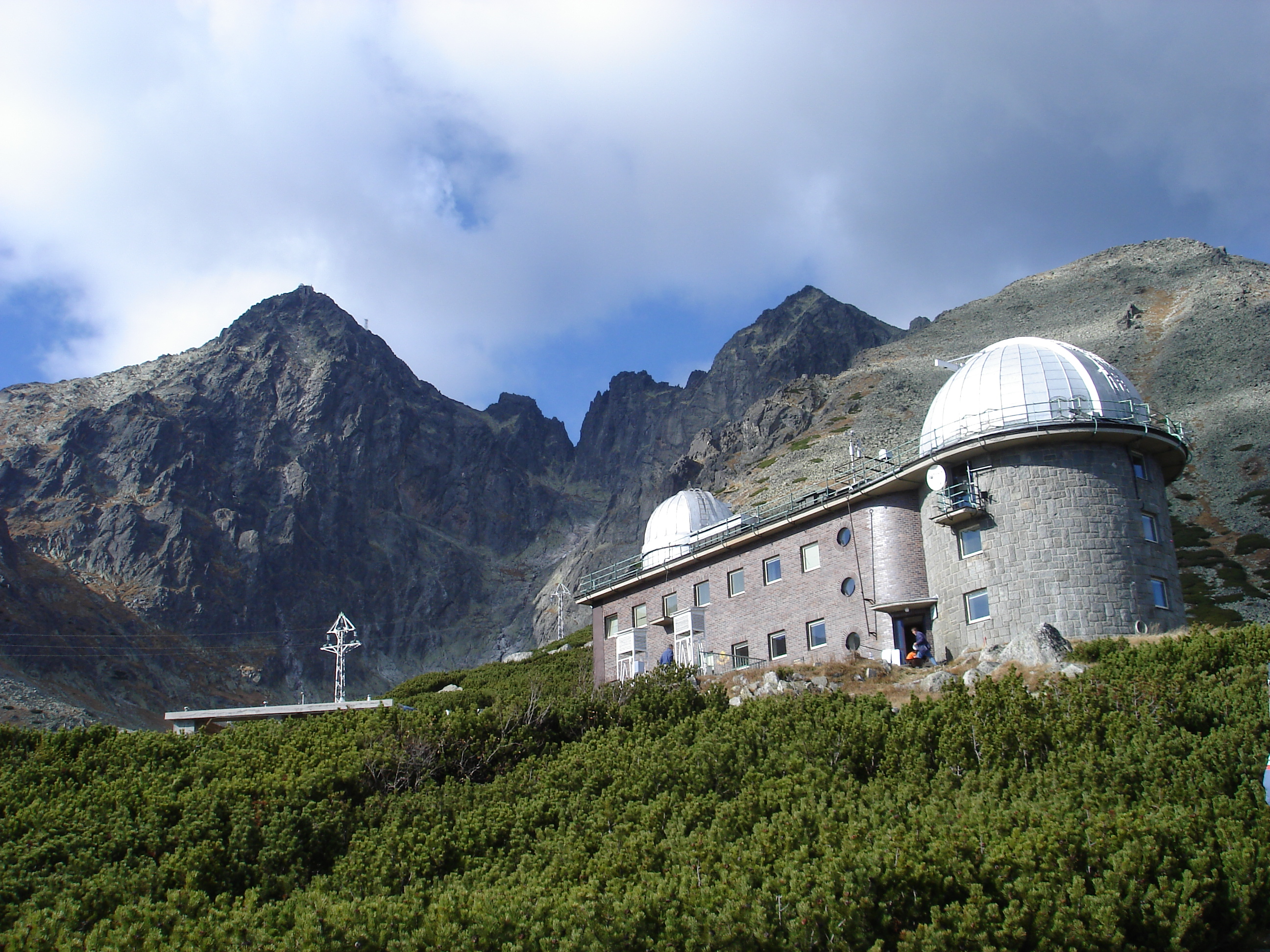
Observatoř na Skalnatém plese v Tatrách

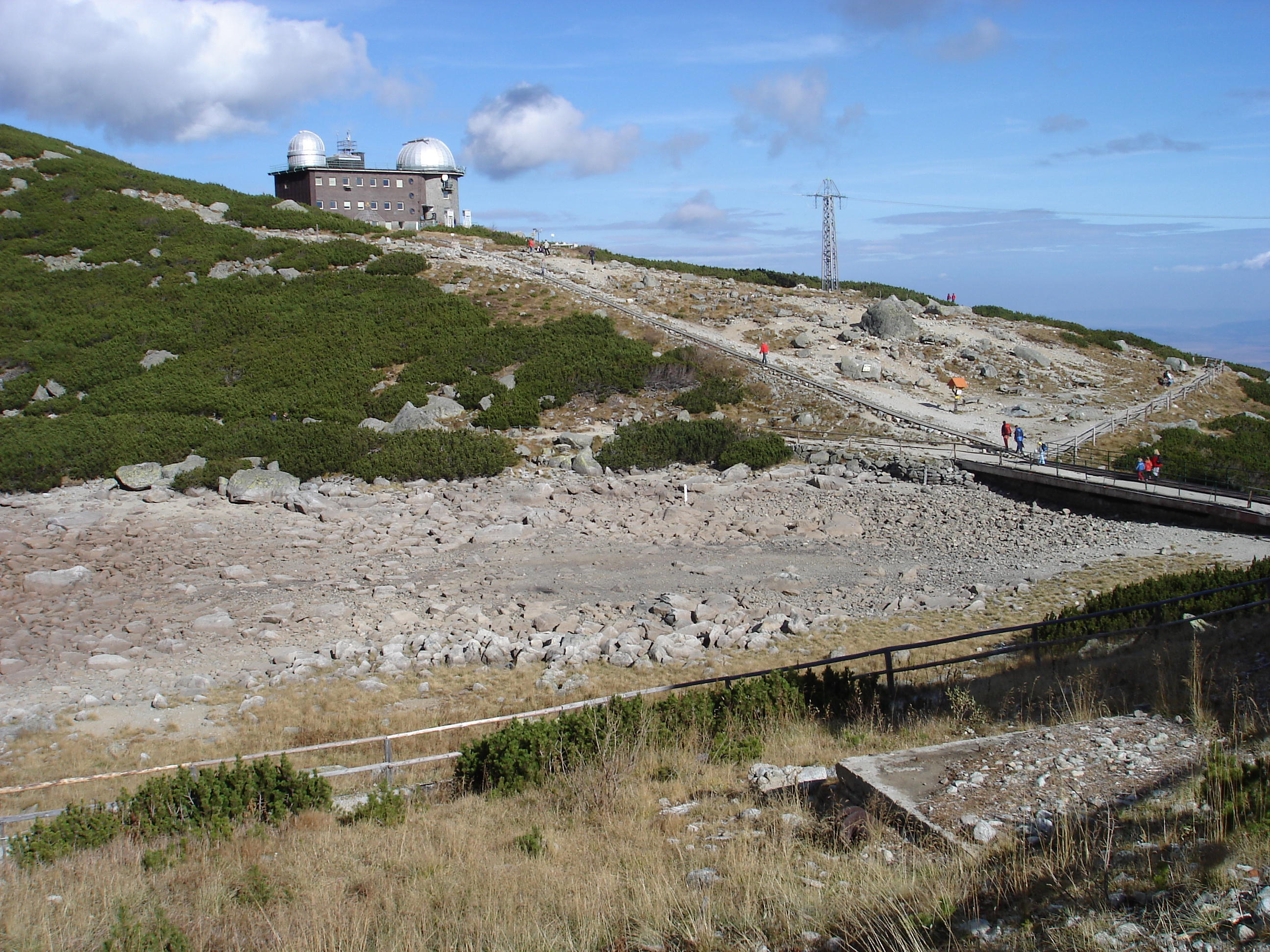
Jiný pohled na observatoř

Na objevech se podílelo 5 vědců: Antonín Mrkos, Ludmila Pajdušáková, Lubor Kresák, Antonín Bečvář a Margita Vozárová-Kresáková.

## Další zajímavosti
V roce 2014 má být s pomocí nového 1,3 metru velkého teleskopu zahájeno sledování pohybu asteroidů.